# Die gute Dreizehn
Die gute Dreizehn ist eine einfache Patience, die mit einem französischen Rommé-Blatt von 52 Karten gespielt wird.

## Spielweise
Wie die meisten Patiencen ist auch die gute Dreizehn ein Kartenspiel für eine einzelne Person. Die Spielkarten, ein einfaches Romméblatt mit 52 Karten, werden gemischt und verdeckt als Stapel (Talon) vor dem Spieler platziert. Die Kartenwerte entsprechen bei den Zahlenspielkarten der Augenzahl, das Ass zählt Eins, der Bube Elf, die Dame Zwölf und der König Dreizehn. Die obersten zehn Karten werden aufgenommen und offen in einer Reihe platziert:
- Beispiel: In der folgenden Auslage können der einzelne König sowie die Pärchen 8+5, 10+3 und Bube (11)+2 entfernt werden.

|  |  |  |  |  |  |  |  |  |  |

Aus der Auslage heraus werden unabhängig von der Kartenfarbe Paare von jeweils 13 Punkten entnommen und zur Seite gelegt. Zusätzlich können auch einzelne Könige, die allein den Wert 13 haben, abgelegt werden. Entstandene Lücken werden durch neue Karten vom Talon aufgefüllt.
Das Spiel endet, wenn der Talon vollständig verbraucht ist. Wenn dann alle Karten abgelegt werden konnten, ist die Patience aufgegangen, ist dies nicht der Fall, hat der Spieler die Patience verloren.
Das Spiel ähnelt der Patience Acht Karten, bei der allerdings acht Karten ausgelegt und jeweils Paare und Einzelkarten mit 11 Punkten entfernt werden.

## Belege
1. 1 2 3  Die gute Dreizehn. In: Irmgard Wolter-Rosendorf: Patiencen in Wort und Bild. Falken-Verlag, Niedernhausen/Ts. 1994, ISBN 3-8068-2003-1, S. 10–11.
2. ↑  Acht Karten. In: Vojtěch Omasta: Patience. Neue und alte Spiele. Slovart-Verlag, Bratislava 1985, OCLC 313534882.